# Dover (New Jersey)
Dover – miasto w Stanach Zjednoczonych, w stanie New Jersey, w hrabstwie Morris.